# David J. Grove
 (juin 2022).
Pour les articles homonymes, voir Grove.
David John Grove (1er décembre 1950, Tauranga - 8 janvier 2008, Kansas City) est un psychothérapeute néo-zélandais d'origine européenne par son père et maori par sa mère. Il a mis au point des outils comme le Clean Language, le Clean Space et l'Emergent Knowledge.

## Éducation
David Grove est diplômé de l'université néo-zélandaise de Canterbury avec une licence scientifique (B.Sc.) en 1972 et un diplôme de troisième cycle en administration des affaires (MBA) à l'université d'Otago en 1973. Il a complété cette formation aux États-Unis à l'université d'État du Minnesota en 1983 en obtenant un diplôme de deuxième cycle en psychothérapie, parallèlement à une carrière dans la thérapie familiale ericksonienne et stratégique.

## Carrière dans la psychothérapie
Pendant cette période, David Grove a été invité à rejoindre le London Phobic Trust en tant que psychologue consultant et a organisé le Symposium international sur le stress et les troubles anxieux en 1985. Il a notamment fait des présentations sur l'imagerie lors de séminaires de formation pour la London, England Society for Ericksonian Hypnosis.
Pendant les années 1980, les méthodes acceptées pour traiter les traumatismes consistaient à encourager les patients à "se désensibiliser" en parlant de leurs expériences ; David Grove a toutefois remarqué que cela traumatisait à nouveau souvent les patients et les a plutôt écoutés décrire spontanément leurs symptômes à l'aide de métaphores, par exemple "j'ai l'impression d'être une tonne de briques", et a constaté que l'exploration de ces métaphores soulageait leurs troubles. Pour encourager ce processus, il a répété les mots exacts des patients et a élaboré une série de questions simples qui auraient le moins d'influence possible de la part du thérapeute. Comme cela permettait de respecter l'expérience, les idées et les valeurs du patient sans les contaminer ou les déformer avec celles du thérapeute, il a baptisé cette technique "Clean Language", littéralement "Langage Propre".
Il a publié un livre avec Basil Panzer intitulé Resolving Traumatic Memories: Metaphors and Symbols in Psychotherapy (1989, Irvington).
Son travail s'est appuyé sur les travaux de Jung dans son utilisation des symboles, mais une différence essentielle a été la découverte par David Grove que la métaphore ne nécessite pas d'interprétation, mais seulement une exploration jusqu'à ce qu'elle atteigne un espace de sérénité. Le sujet découvre alors que les phobies, les luttes intérieures et les comportements limitants se sont dénoués et se sont intégrés à l'ensemble de sa personne. David Grove a poursuivi le développement de son travail dans l'espace avec les projets "Clean Space" et "Emergent Knowledge", où il a appliqué les principes de la science de l'émergence à la psyché humaine.
Le psychothérapeute Ernest L. Rossi a dit de lui : "Un gentil génie s'est échappé de la lampe. Il s'appelle David Grove et sa magie repose dans le 'Clean Language'". Cette formule a été inscrite en épitaphe. 
En 1995, David Grove rencontre Penny Tompkins et James Lawley qui vont étudier son travail et le modéliser.  
David Grove meurt le 8 janvier 2008, à l’âge de 57 ans. Il se trouvait à Kansas City aux États-Unis, chez un ami et collaborateur de longue date, lorsqu’une attaque cardiaque l’a terrassé. Ses funérailles ont eu lieu le 19 janvier au Pyes Pa Cemetery à Tauranga en Nouvelle Zélande, selon le rite traditionnel Maori.

## Ouvrages de David Grove publiés en anglais
- (en) Resolving Traumatic Memories: Metaphors and Symbols in Psychotherapy (avec B.I. Panzer), New York, Irvington Publishers, Inc., 1989  (ISBN 978-0-8290-2407-4)